# Grande Prairie (Ukraine)
Pour les articles homonymes, voir Grande Prairie.
Localisation
La Grande Prairie, en ukrainien Великий Луг, Velykyï Louh, est une zone humide d'Ukraine située dans le sud du pays, le long du cours du Dniepr, en aval de Zaporijjia.
Noyée sous les eaux du réservoir de Kakhovka créé à la suite de la construction du barrage hydroélectrique de Kakhovka en 1956, elle se reforme avec la destruction de celui-ci et la vidange de son réservoir en 2023 au cours de l'invasion de l'Ukraine par la Russie,.

## Géographie
La Grande Prairie est entourée par la steppe pontique.

## Histoire
La Grande Prairie est appelée Hylaea par Hérodote.
Elle constitue le cœur historique des régions habitées et contrôlées notamment par les Cosaques — notamment les Cosaques zaporogues — qui constituent la Sitch zaporogue ainsi que des Tatars du khanat de Crimée.

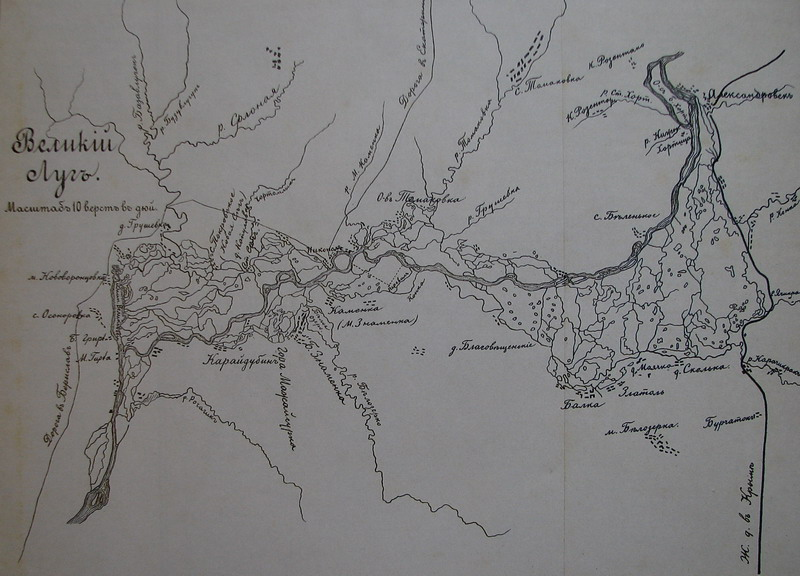
Carte de 1894 de la Grande Prairie.

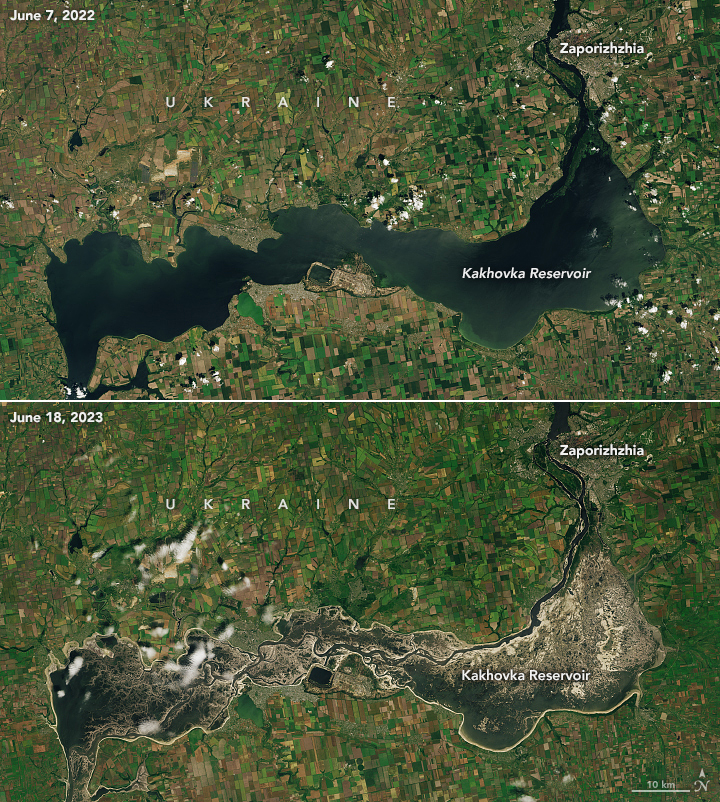
Image satellite avant (en haut) et après (en bas) la destruction du barrage de Kakhovka avec la vidange du réservoir qui met à jour la Grande Prairie en 2023.